# Posta ve Telgraf Teşkilatı
Управління пошти та телеграфу Туреччини (тур. Posta ve Telgraf Teşkilatı) — національний оператор поштового зв'язку Туреччини зі штаб-квартирою в Анкарі. Є державною компанією, яка підпорядкована уряду Туреччини. Член Всесвітнього поштового союзу.